# 日本農林規格

JASマーク

日本農林規格（にほんのうりんきかく）とは、農林物資の規格化等に関する法律（JAS法、1950年公布）に基づく、農・林・水・畜産物およびその加工品の品質保証の規格である。英語: Japanese Agricultural Standards であるため、一般に頭文字の『JAS（ジャス）』と略されたり、その規格をJAS規格（ジャスきかく）と呼ぶことが多い。この規格に適合した食品や加工食品の製品には、JASマークと呼ばれる規格証票を付した出荷・販売が認められている。

## JAS規格の種類

### 一般JAS
品位、成分、性能等の品質について一般JAS規格を満たす食品や林産物などにJASマークを付す制度である。
規格制定品目には以下のものがある。
- 飲食料品及び油脂
- 林産物（木質建材）
- 農産物その他（畳表・生糸）

2004年7月現在・76品目247規格

### 有機JAS
多年生作物は最初の収穫前3年間以上、それ以外の植物（野菜や米）なら播種または植えつけ前2年間以上、使用禁止資材を全く使っていない農地での栽培など有機JAS規格を満たした農産物・加工食品について、登録認証機関が検査を行い、認証された事業者が有機JASマークを付せる制度である（認証が無い場合、有機JASマークは付す事が出来ず、また「有機」「オーガニック」と表示する事は出来ない。）。
有機JASについての日本農林規格には、2020年7月時点で、以下のものがある。
- 有機農産物の日本農林規格（全部改正 平成17年10月27日農林水産省告示第1605号）
- 有機加工食品の日本農林規格（全部改正 平成17年10月27日農林水産省告示第1606号）
- 有機飼料の日本農林規格（全部改正 平成17年10月27日農林水産省告示第1607号）
- 有機畜産物の日本農林規格（全部改正 平成17年10月27日農林水産省告示第1608号）

### 特定JAS
特色ある生産方法や原材料に着目した認証制度で、熟成ハム、熟成ソーセージ、熟成ベーコン、地鶏肉などが認定される。

### 生産情報公表JAS
食品トレーサビリティの1つの形として、生産情報を公表している食品に生産情報公表JASマークを付す制度である。規格には生産情報公表牛肉、生産情報公表豚肉、生産情報公表農産物がある。

### 流通JAS
流通段階の工程を管理できている事業者に対する流通段階のトレーサビリティをターゲットとする認定制度である。

## 規格違反に対する義務と制裁
JAS法違反（規格違反ではなく、品質表示基準違反）に対し19条の14で定められた指示又は命令がなされたとき、その旨の公表がなされる（第十九条の十四の二）。同規定の運用について、従来、JAS法違反だが常習性がなく改善策を講じている場合は指示や命令を出さずに行政指導に留め、業者名の公表がなされない事例が全処分の95パーセントを占めていた。しかし2010年10月消費者庁担当の末松義規・内閣府副大臣はJAS法の運用を厳しくする方針を明らかにした。
2011年1月1日以降、規格違反の業者は社告、ウェブサイト、店舗などによって違反の内容を公表しなければならない。業者がこの公表をしない場合は農林水産省が業者名を公表する。